# Orthocladius deflectus
Orthocladius deflectus är en tvåvingeart som beskrevs av Bhattacharyay 1991. Orthocladius deflectus ingår i släktet Orthocladius och familjen fjädermyggor.
Artens utbredningsområde är Västbengalen (Indien). Inga underarter finns listade i Catalogue of Life.